# 陳志力
陳志力，字俠生，浙江浦江人，中華民國陸軍少將，曾任職於胡宗南將軍麾下。

## 生平
19歲時至廣東省報考陸軍軍官學校，1926年8月入學，畢業於黃埔軍校第六期通信步兵科，曾參與國民政府北伐。在對日抗戰時，調任孫立人所屬的稅警總團，任通信營營長，參與松滬會戰。曾前往印度受訓，之後進入陸軍官校第七分校，抗戰期間前往印度受訓，曾進入陸軍官校第七分校擔任教官兼大隊長，之後轉任胡宗南的通四團少將團長，國共內戰時遭中國人民解放軍俘虜，送到山東勞改。。
二十多年後，陳志力幾位子女在美國發展，一位女兒曾寫信到中華人民共和國駐美國大使館，之後陳志力突然被釋放，和該女兒在中國大陸會面後，赴美和長子同住。
在近90歲之後，陳志力回到浙江杭州，與其么女同住，在此過世。黃埔軍校同學會在中國大陸各地成立分會，陳志力於1987年曾掛名上海市黄埔军校同学会顧問。

## 家庭
與其妻生有三女二子。隨著中華民國國軍軍眷撤退，其妻在1949年帶著四個子女到達台灣，最早住在高雄岡山，之後搬至新竹，其中次子陳力俊曾任國立清華大學校長，而么女因出生不久，留在中國大陸由其祖母撫養。。

## 逸事
中國共產黨情報員呂出，1945年受命滲透進入胡宗南部隊。因為與陳志力的侄兒陳道華是同學，經陳道華介紹，在1947年進入陳志力所屬的通四團二營，任中尉報務員，在胡宗南部隊中發展情報小組，之後隨著整编成為西安綏靖公署電臺報務員，1948年11月起利用職務傳將胡宗南部隊的各項情報傳遞給中國人民解放軍，促成胡宗南部隊在國共內戰中的潰敗。